# Rachel de Queiroz
Rachel de Queiroz GOMM • GOIH (Fortaleza, 17 de novembro de 1910 – Rio de Janeiro, 4 de novembro de 2003) foi uma escritora, jornalista, tradutora, cronista prolífica e importante dramaturga brasileira. É considerada uma das maiores escritoras brasileiras do século XX, tendo sido uma figura pioneira no cenário literário nacional, sobretudo, na produção intelectual e criativa feminina. A escritora também é a única mulher a integrar o movimento modernista brasileiro, além de ter sido uma das primeiras cronistas mulheres do país. Autora de destaque na ficção social nordestina, foi a primeira mulher a ingressar na Academia Brasileira de Letras em 1977, também a primeira mulher galardoada com o Prêmio Camões. Ingressou na Academia Cearense de Letras no dia 15 de agosto de 1994, na ocasião do centenário da instituição.
A escritora também ficou conhecida por sua postura aguerrida e por seus posicionamentos políticos contraditórios ao longo dos anos. Na década de 30, integrou o Partido Comunista do Brasil, no qual permaneceu por pouco tempo ao constatar que sua liberdade como escritora estava ameaçada pela ideologia partidária. Em 1935, em meio à repressão do governo de Getúlio Vargas ficou detida por três meses e dois anos depois teve livros queimados em praça pública com a decretação do Estado Novo em 10 de novembro de 1937, juntamente com exemplares de Jorge Amado, José Lins do Rego e Graciliano Ramos, acusados de subversão.
Na década de 60, volta ao cenário político brasileiro, participando do golpe contra o então presidente João Goulart. Fez parte do diretório da Arena (Aliança Renovadora Nacional), foi delegada do Brasil na ONU em 1966 e integrou o Conselho Federal de Cultura, desde a sua fundação, em 1967, até sua extinção, em 1989. O presidente Jânio Quadros chegou a convidá-la para ser ministra da Educação, ao que respondeu: “Presidente, colaboro no que for preciso, mas sem cargo oficial. Não posso pôr em risco minha independência intelectual, nem nasci para viver em cortes palacianas”.
Suas obras mais conhecidas são O Quinze, marco do movimento regionalista e modernista da década de 30, As Três Marias, obra mais lírica da sua primeira fase literária e Memorial de Maria Moura, seu último romance, um épico sertanejo publicado aos 82 anos de idade.
Ao longo de mais de 70 anos de carreira, Rachel publicou mais de duas mil crônicas, peças de teatro, livros infantis, contos, memórias e um livro de poesia inédita, publicado postumamente. Foi colaboradora regular em inúmeros jornais e periódicos, como Diário de Notícias, O Jornal, Última Hora, Jornal do Comércio, O Estado de S. Paulo e a revista O Cruzeiro.

## Biografia

Rachel de Queiroz, 1954. Arquivo Nacional.

### Infância
Rachel era filha de Daniel de Queiroz Lima e Clotilde Franklin de Queiroz, descendente pelo lado materno da família de José de Alencar.
Nascida e criada em um ambiente intelectual, tornou-se íntima da literatura desde cedo lendo obras de Júlio Verne, Machado de Assis, Eça de Queiroz, além do próprio parente, Alencar.
Em 1915, após uma grande seca, a qual inspiraria a escrita de seu primeiro livro, muda-se com seus pais para o Rio de Janeiro e logo depois para Belém do Pará. Retornou para Fortaleza dois anos depois, onde matriculou-se no Colégio da Imaculada Conceição, onde fez o curso normal, diplomando-se em 1925, aos 15 anos de idade.

#### Sob o pseudônimo Rita de Queluz
.

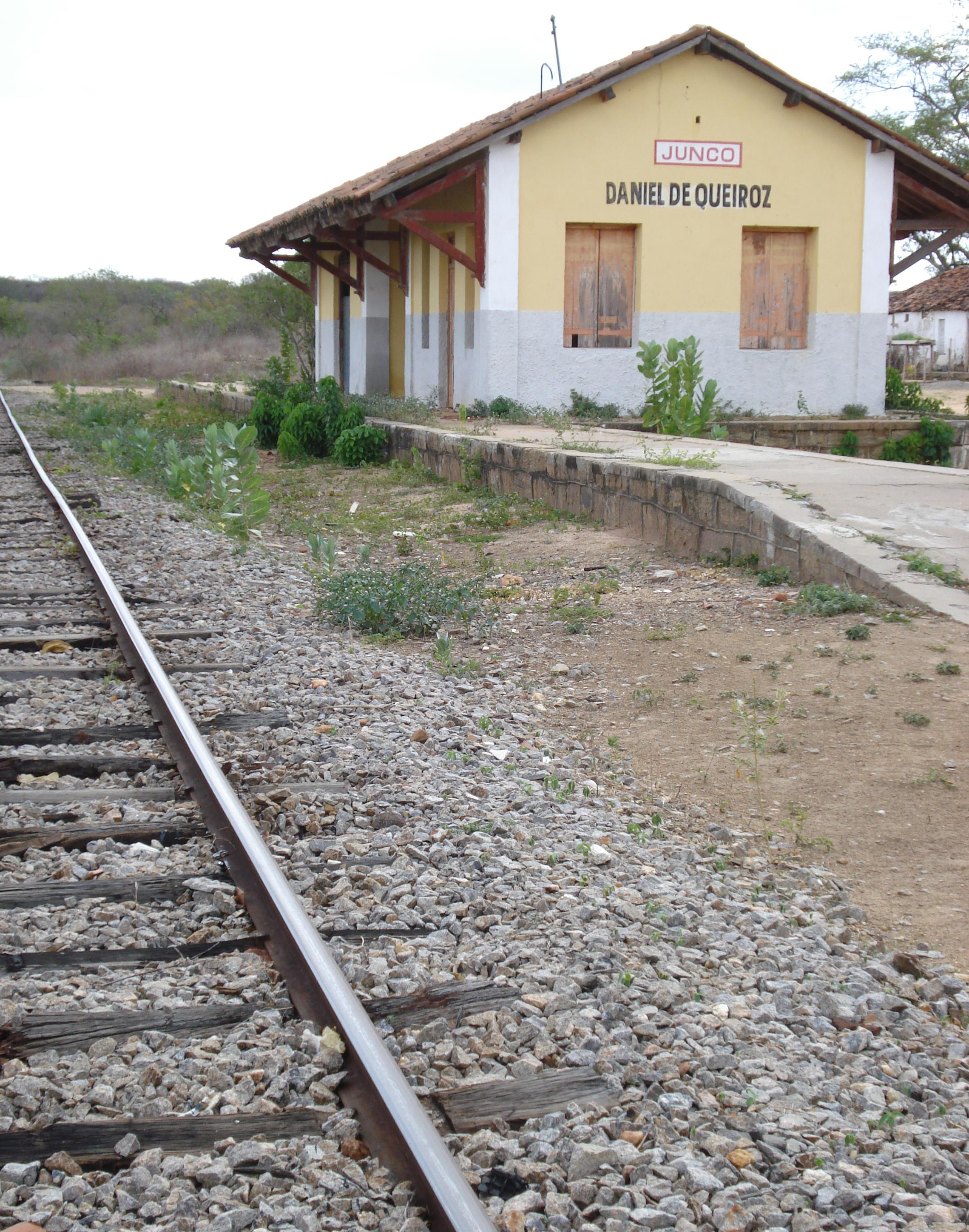
Estação ferroviária Daniel de Queiroz (Estação de Junco) em Quixadá, no Ceará

Em 1927, após ler a notícia a respeito de um concurso promovido pelo jornal O Ceará, no qual a jornalista Suzana de Alencar Guimarães era promovida ao posto de "Rainha dos Estudantes", Rachel resolve escrever uma carta ao referido jornal sob o pseudônimo "Rita de Queluz", ridicularizando o concurso e sua eventual vencedora, que utilizando de um estilo pseudolírico, assinava suas crônicas como A Marquesa.
A carta fez um enorme sucesso na cidade, onde despertou no público em geral a curiosidade sobre quem a teria escrito. Rachel é descoberta pelo carimbo, sobre o selo da carta, da Estação Ferroviária de Junco (hoje, estação Daniel de Queiroz), localizada nas terras de sua família. O fato resultou em um convite por parte do diretor do jornal, Júlio Ibiapina, para que a jovem Rachel colaborasse com a publicação. Curiosamente, em 1930, enquanto lecionava no colégio Imaculada Conceição, acabou vencendo o mesmo concurso, escrevendo crônicas e poemas de caráter modernista sob o mesmo pseudônimo de Rita de Queluz. Ainda neste ano, lança o folhetim História de um Nome, seguido por uma pequena peça de teatro intitulada Minha prima Nazaré. Também começa a colaborar em jornais literários, além de se arriscar a escrever algumas poesias, as quais apenas seriam lançadas postumamente.

## Carreira literária

### Primeira fase

#### O Quinze

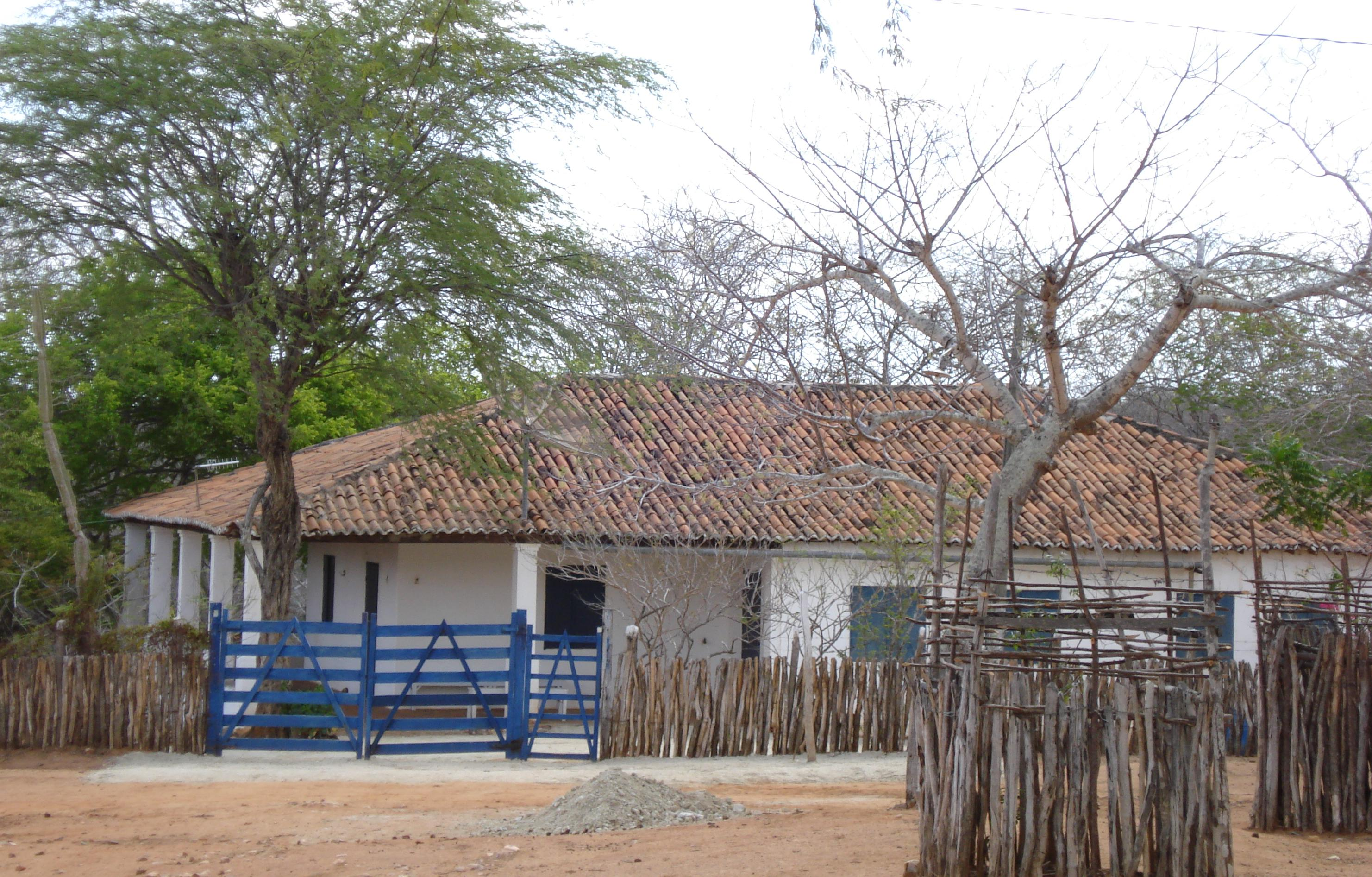
Fazenda Não Me Deixes no Quixadá, propriedade da família Queiroz.

Aos dezenove anos, após contrair uma congestão pulmonar e, com suspeita de tuberculose, foi obrigada a ficar em repouso. Nesse período escreve seu primeiro romance O Quinze (1930), obra que retrata a luta do povo nordestino contra a seca e a miséria. O romance foi escrito às escondidas durante a noite, depois que seus pais iam dormir. Demonstrando preocupação com questões sociais e hábil na análise psicológica de seus personagens, destaca‐se no desenvolvimento do romance regionalista.
O livro causou grande impacto no meio literário brasileiro e tornou o nome de Rachel reconhecido nacionalmente. Personalidades literárias como Augusto Frederico Schmidt, Alceu Amoroso Lima, Artur Mota e Graça Aranha saudaram com entusiasmo sua estreia literária. Em março de 1931, o livro foi contemplado com o Prêmio Graça Aranha na categoria romance.
Vale ressaltar que, nos primeiros meses após a publicação de "O Quinze", a autenticidade sobre sua autoria chegou a ser questionada, pois, nas palavras de Augusto Schmidt, na obra não havia “nada que lembre, nem de longe, o pernosticismo, a futilidade, a falsidade de nossa literatura feminina”. A suspeita também foi compartilhada pelo escritor alagoano Graciliano Ramos que em 1937 escreve:
O quinze caiu de repente ali por meados de 30 e fez nos espíritos estragos maiores que o romance de José Américo, por ser livro de mulher e, o que realmente causava assombro, de mulher nova. Seria realmente de mulher? Não acreditei. Lido o volume e visto o retrato no jornal, balancei a cabeça: Não há ninguém com este nome. É pilhéria. Uma garota assim fazer romance! Deve ser pseudônimo de sujeito barbado.— Graciliano Ramos, 1937. 
Ao lado de "A Bagaceira", de José Américo de Almeida, "O Quinze" seria marco na evolução do novo romance nordestino. É "O Quinze" quem inaugura as qualidades de economia e vivacidade da prosa que caracterizaria o romance regionalista dos anos 30 e 40.

#### João Miguel
Dois anos após o lançamento de seu romance de estreia, Rachel já tinha escrito um novo livro, o qual intitularia de João Miguel, nome dado ao personagem principal, um trabalhador da classe rural que tira a vida de um companheiro após embriagar-se durante uma festa. O enredo do livro trata de sua vida na prisão, a traição de sua companheira com o soldado que guardava o presídio local e sua rotina angustiada de isolamento, inação e solidão.
Conforme as regras estabelecidas pelo Partido Comunista do qual Rachel passara a integrar, a escritora submete os originais deste segundo romance à análise partidária. Em sessão especial para discussão da obra, o Partido decidiu negar-lhe o imprimatur, solicitando alterações na trama e na caracterização dos personagens submetendo-os a fins ideológicos. Insatisfeita com as exigências do Partido, Rachel decide romper ligações com os mesmos. João Miguel é publicado em sua forma original, sem cortes nem alterações, em 1932, pela Editora Schmidt.
Em João Miguel, o personagem título, um trabalhador da classe rural, tira a vida de um companheiro após embriagar-se em uma festa. O enredo do livro trata de sua vida na prisão, a traição de sua companheira com o soldado que guardava o presídio local e sua rotina angustiada de isolamento, inação e solidão. Segundo a escritora e estudiosa da obra queirosiana Heloisa Teixeira (Buarque de Hollanda), "Os traços principais de O quinze desdobram-se em João Miguel. O trabalho com anti-heróis, a consciência do quadro social nordestino, o exímio desenho de tipos regionais, o amor fracassado, o final em aberto...". A autora destaca também a estilo empregado por Rachel no romance, afirmando que "a linguagem visceralmente econômica, recusando adjetivos, sublinha a secura da vida e do destino de seus personagens, impossibilitando qualquer sugestão idealizada destas vidas".
O critico literário brasileiro Tristão de Athayde considerava João Miguel o melhor dos quatro romances da primeira fase de Rachel de Queiroz.

#### Casamento, perdas familiares, prisão eCaminho de Pedras
Após do sucesso de seu romance de estreia, durante frequentes viagens para a promoção do livro, conheceu o poeta José Auto da Cruz Oliveira, conhecido como "Zé Auto", com quem viria a se casar em 14 de dezembro de 1932. Em 1933, em Fortaleza, nasce a única filha do casal, Clotilde, que um ano e meio de vida mais tarde, num espaço de vinte e quatro horas, falece devido a uma meningite aguda. Três meses depois, Rachel também perderia seu irmão mais novo, Flávio, aos dezoito anos de idade, a causa da morte foi uma septicemia, provocada por infecção de uma espinha no rosto. O momento foi terrível para Rachel, que se encontrava em um estado inconsolável.
Nos anos que se seguem, a ditadura de Getúlio Vargas começa a atuar com mão de ferro no Nordeste, intensificando suas estratégias de defesa contra a atividade esquerdista. Nesse período, Rachel foi presa como comunista no Corpo de Bombeiros de Fortaleza, em regime incomunicável. E foi sob encarceramento que começou a escrever seu terceiro romance publicado apenas em 1937 e intitulado como Caminho de Pedras. Muitos estudiosos consideram o livro como a obra mais conscientemente engajada de toda a sua duradoura carreira, plena de um "socialismo libertário" que poucas vezes voltaria a aparecer em seus textos. Através de uma linguagem enxuta, o romance valoriza as características psicológicas dos personagens, contando a história da paixão proibida entre Roberto e Noemi — esposa do ex-comunista João Jaques e mãe de um menino de colo identificado apenas como Guri. O romance trás como plano de fundo um retrato da luta social daqueles anos, contendo denúncias ao Integralismo e ao autoritarismo do Estado Novo de Getúlio Vargas.

#### As Três Marias
O último romance que marcaria a primeira fase de sua obra, saiu em 1939, As três Marias, no qual Rachel arriscava uma nova experiência: a escrita em primeira pessoa aliada a fatos mais claramente biográficos, ligados à sua vivência no Colégio Imaculada Conceição. O enredo da obra acompanha o encontro e a trajetória de vida de três amigas, Maria José, Maria da Glória e Maria Augusta, a Guta, desde o internato de freiras, onde se conhecem, até a vida adulta. Sempre unidas as jovens são apelido por uma freira como "As Três Marias", em alusão a seus nomes e às estrelas pertencentes à constelação de Órion.
O escritor Mário de Andrade, foi um dos críticos mais entusiastas de "As três Marias", chamando-a de “uma das obras mais belas e ao mesmo tempo mais intensamente vividas da nossa literatura contemporânea”.
Após a publicação de "As três Marias", Rachel levaria cerca de trinta e cinco anos para o lançamento de um novo romance. A distância de tempo que separa a publicação das quatro obras iniciais para a próxima, Dôra, Doralina, de 1975, tem sido considerada bastante significativa.

### A Cronista
Na década seguinte, Rachel exerceu seu ofício de escritora em jornais tais como O Correio da Manhã, O Diário da Tarde, O Jornal e A Vanguarda Socialista, jornal fundado pelo grupo de trotskistas, passando a cronista exclusiva da revista O Cruzeiro, onde atuou por trinta anos, de 1945 até a extinção da revista em 1975. Também se encontra colaboração de sua autoria na revista luso-brasileira Atlântico. e também no jornal O Estado de S. Paulo.
A partir da década de 40, Rachel torna-se cada vez mais popular por suas crônicas que, nos anos que se seguiram, seriam agrupadas e reagrupadas em vários volumes e coletâneas. A donzela e a moura torta, de 1948, foi seu primeiro volume de crônicas publicadas, com seleção da própria autora. A este seguiram-se mais 12 livros de compilação de seu trabalho como cronista, dos quais destacam-se: Um Alpendre, uma Rede, um Açude (1958), O Brasileiro Perplexo (1964), O Caçador de Tatu (1967), As Menininhas e Outras Crônicas (1976), O Jogador de Sinuca e Mais Historinhas (1980).
A historiadora literária italiana Luciana Stegagno Picchio, em sua obra História da Literatura Brasileira avalia Rachel como uma cronista mestre. E segundo Heloísa Teixeira (Buarque de Hollanda): "examinadas em conjunto, as crônicas de Rachel de Queiroz denunciam seu caráter de espaço de experimentação entre gêneros, formas e dicções da escrita. A designação de crônica, extremamente maleável em Rachel, abriga da construção meticulosa de perfis a quase-contos de estrutura concisa, passando por relatos, pequenas histórias, reflexões ou simplesmente diálogos abertos com o leitor".

### Ilha do Governador eO Galo de Ouro.
Entre as décadas de 1940 e 1960 Rachel de Queiroz viveu na carioca Ilha do Governador, na Rua Carlos Ilidro — mesma rua onde morou o compositor Assis Valente. A Ilha, inclusive, foi cenário do livro O Galo de Ouro, romance em folhetim lançado semanalmente pela revista O Cruzeiro em 1950, mas só publicado em formato de livro vinte e cinco anos depois, em 1985. O livro narra a trajetória de Mariano, um garçom que após sofrer um acidente automobilístico, além de perder a esposa, fica com o braço direito seriamente comprometido. Mariano deixar a filha criança aos cuidados de uma comadre, tenta a sorte em brigas de galo e como bicheiro. Sobre o livro, afirmou Antonio Carlos Villaça: “A ação neste romance é tudo. Vemos e ouvimos. As personagens estão ao nosso lado, estão perto de nós. E entram em nós com desenvoltura. Um romance, este, de visualidade cinematográfica”.
Em 1957, a Academia Brasileira de Letras concede-lhe o Prêmio Machado de Assis, pelo conjunto da obra.

### Teatro

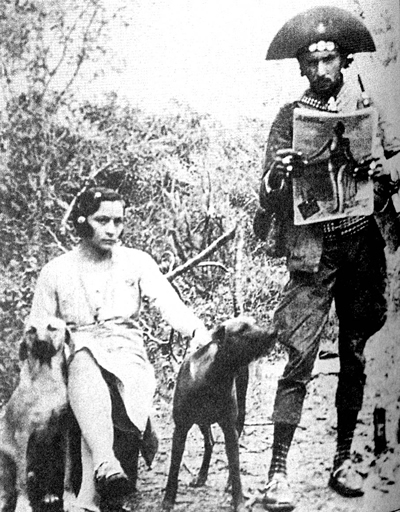
Virgulino Ferreira (O Lampião) e Maria Bonita, personagens históricos retratados por Rachel na peça Lampião.

Ainda na década de 50, Rachel aventura-se como dramaturga, publicando duas peças teatrais premiadas: a primeira intitulada Lampião, leva aos palcos as figuras emblemáticas do famoso cangaceiro nordestino, Virgulino Ferreira, e de sua corajosa companheira, Maria Bonita. A montagem paulista do drama no Teatro Leopoldo Fróes, rendeu-lhe o Prêmio Saci, do jornal O Estado de S. Paulo, na categoria de melhor autor de 1953. Sobre o drama em cinco atos, escreveu o crítico de arte Sérgio Milliet:
"Rachel de Queiroz não endeusou o cangaceiro, nem lhe desculpou os crimes. Não quis fazer sociologia nem tirar nenhum partido ideológico do fenômeno cangaço. Cortou apenas na vida de Lampião a sequência de maior dramaticidade e no-la projetou de um modo quase objetivo. Para tanto, sacrificou os possíveis efeitos que teria alcançado apelando para o pitoresco, mas ganhou uma profundidade rara em nossa literatura."
A segunda incursão de Rachel pelo teatro seria com "A Beata Maria do Egito", peça em 3 atos, publicada pela Editora José Olympio em 1958 e que recebe, quando encenada um ano depois (com Glauce Rocha como protagonista), o Prêmio de Teatro do Instituto Nacional do Livro, além dos prêmios "Paula Brito" e "Roberto Gomes", da Secretaria da Educação do Rio de Janeiro, para a melhor peça dramática. A peça tem como ambientação uma pequena prisão de uma cidade do interior, onde a personagem título, uma jovem mulher conhecida como a Beata Maria do Egito, tida como santa pelos populares, após se encontrar presa a caminho de Juazeiro, acaba por entregar-se sexualmente ao tenente em troca da liberdade, para que possa seguir o seu caminho e sair em defesa do Padre Cícero.
Além de Lampião e A Beata Maria do Egito, Rachel de Queiroz também escreveu para a televisão, em 1959, um drama intitulado O Padrezinho Santo e encenado pelo Grande Teatro Tupi.

### Literatura infantil
Em 1969, lança-se na literatura infanto-juvenil com O Menino Mágico, ilustrado por Gian Calvi, em edição da José Olympio. Para o público infantil, Rachel escreveria ainda as obras: Cafute & Pena-de-Prata, com ilustrações de Ziraldo (Rio de Janeiro: José Olympio, 1986); Andira, ilustrado por Pink Wainer (São Paulo: Siciliano, 1992); Xerimbabo, com ilustrações de Graça Lima (Rio de Janeiro: José Olympio, 2002) e Memórias de Menina, ilustrado por Mariana Massarani (Rio de Janeiro: José Olympio, 2003).

### Retorno ao romance

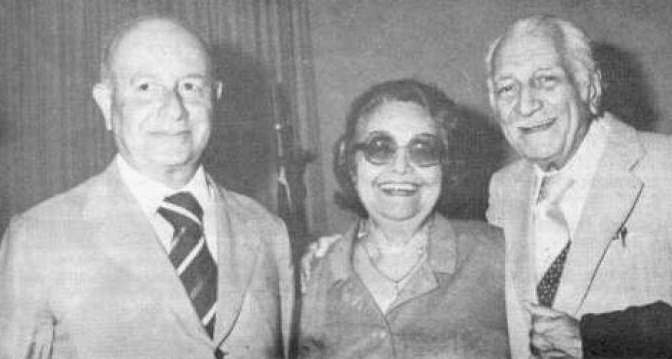
Rachel de Queiroz com os amigos Adonias Filho (esquerda), e Gilberto Freyre (direita).

#### Dôra, Doralina
Lançou Dôra, Doralina em 1975, retornando ao romance após um hiato de mais de trinta e cinco anos. O romance trás evidentes traços biográficos, como havia feito em 1939, com As Três Marias. A trama é dividida em três partes: I - Livro de Senhora; II - Livro da Companhia; e III - Livro do Comandante; e narra a história de Maria das Dores, apelidada por Dôra, jovem que vive à sombra da autoritária mãe a quem trata apenas pelo pronome "Senhora". Já viúva, após a morte misteriosa do marido, Dôra embarca rumo à capital Fortaleza, onde se torna atriz de uma companhia de teatro mambembe, percorrendo várias regiões do país, até conhecer o homem que seria  grande amor de sua vida, o "Comandante", com quem tenta construir uma família.

#### Último romance, o épicoMemorial de Maria Moura
Em 1991, os direitos de publicação de sua obra, antes pertencentes à Editora José Olympio, foram leiloados e ficaram com a Siciliano, que por eles pagou a quantia de 150 mil dólares. Pela nova editora é lançado Memorial de Maria Moura (1992), ano em que Rachel completava 82 anos de idade, e conta a saga da personagem título, que de sinhazinha órfã passa a cangaceira e chefe de bando, além de narrar tramas paralelas que vão se interligando coma a história de crime e expiação do padre José Maria e o amor proibido entre Marialva e o atirador de facas circense, Valentim. A personagem Maria Moura foi inspirada, particularmente, em duas personagens históricas: a Rainha Elizabeth I, a rainha virgem, cujo poder e autonomia eram notáveis à sua época, e a figura de Maria de Oliveira, uma cearense que organizou, ainda no século XVIII, o primeiro bando no sertão de que se tem notícia, e por isso é considerada a precursora de Lampião.
Memorial de Maria Moura foi concluído em 1992, quando a Rachel tinha 82 anos, sendo uma obra ambiciosa, que, por sua extensão, adquire ares de épico.
A obra foi adaptada para a televisão em 1994 numa minissérie apresentada pela Rede Globo. Foi exibida entre maio e junho de 1994 no Brasil, e apresentada em Angola, Bolívia, Canadá, Guatemala, Indonésia, Nicarágua, Panamá, Peru, Porto Rico, Portugal, República Dominicana, Uruguai e Venezuela, sendo lançada em DVD em 2004.

#### Memórias
Publicou um volume de memórias em 1998, intitulado Tantos Anos em parceria com a irmã mais nova Maria Luíza de Queiroz. Transforma a sua Fazenda Não Me Deixes, propriedade localizada em Quixadá, estado do Ceará, em reserva particular do patrimônio natural.

## A tradutora
Dentre as suas atividades literárias, destacava-se também a de tradutora, com cerca de quarenta volumes vertidos para o português. Rachel traduziu nomes importântes da literatura mundial, tais como: Emily Brontë, Leon Tolstói, Dostoiévsky, Samuel Butler, Honoré de Balzac, Jane Austen, Pearl Buck, Verner von Heidenstam, John Galsworthy, François Mauriac, entre outros. Também teve seus livros traduzidos para linguas como: o inglês, alemão, francês e japonês.

## Adaptações para TV e cinema
Em 1980, foi exibida pela Rede Globo em forma de telenovela uma adaptação do romance As Três Marias, escrita por Wilson Rocha e Walther Negrão, sob direção geral de Herval Rossano. A novela contava com Gloria Pires, Maitê Proença e Nadia Lippi no papel das protagonistas. Rachel de Queiroz não gostou da adaptação pela forma como foi retratada na TV, chegando a exigir que a novela fosse tirada do ar, o que não foi possível devido a novela já estar totalmente gravada. Desgostosa com a adaptação, Rachel de Queiroz revelou em entrevista ao Roda Viva, da TV Cultura, que havia acordado com a Globo para que seu nome fosse desvinculado da adaptação e sequer creditado, caso a novela fosse exportada.
Memorial de Maria Moura foi adaptada para a televisão em 1994 numa minissérie apresentada também pela Rede Globo de Televisão. Foi exibida entre maio e junho de 1994 no Brasil, e apresentada em Angola, Bolívia, Canadá, Guatemala, Indonésia, Nicarágua, Panamá, Peru, Porto Rico, Portugal, República Dominicana, Uruguai e Venezuela, sendo lançada em DVD em 2004. A minissérie obteve estrondosa audiência.
Para o cinema, foi adaptada em 1982, Dôra Doralina, dirigida por Perry Salles, que atuou no filme ao lado de Vera Fischer e Cleyde Yáconis.
Em 2004, sua obra-prima, O Quinze, também foi levada aos cinemas sob a direção de Jurandir de Oliveira, contando no elenco com os atores: Juan Alba, Karina Barum e Maria Fernanda.

## Política

### Ligação com oPartido Comunista
Começa a se interessar em política social em 1928-1929 ao ingressar no que restava do Bloco Operário Camponês em Fortaleza. Foi
nomeada secretária do partido na região do Ceará, pelo que acabou se tornando uma das fundadoras do Partido Comunista Cearense.
Bastante engajada politicamente durante esse período, Rachel militou na linha de frente do Partido, chegando a ser fichada pela polícia de Pernambuco como perigosa agitadora comunista. Sua ligação com o partido durou até 1932, quando a agremiação exigiu alterações no texto de seu segundo romance, João Miguel.

### Trotskistas
Em 1933 se aproxima de Lívio Xavier e de seu grupo em São Paulo, lá indo morar até 1934. Milita então com Aristides Lobo, Plínio Mello, Mário Pedrosa, se filiando ao sindicato dos professores de ensino livre, controlado naquele tempo pelos trotskistas.
Para fugir da perseguição por ser esquerdista, muda-se para Maceió, em 1935. À época, durante o Estado Novo, viu seus livros serem queimados junto com os de Jorge Amado, José Lins do Rego e Graciliano Ramos sob a acusação de serem subversivos. Em 1939, já escritora consagrada, muda-se para o Rio de Janeiro. No mesmo ano foi agraciada com o Prêmio Felipe d'Oliveira pelo livro As Três Marias.

### Ditadura Militar
Aos poucos, Rachel foi mudando de posicionamento político. Chegou a ser convidada para ser ministra da Educação por Jânio Quadros, convite o qual recusou objetando, espirituosamente, que não nascera para ser mulher pública. Em 1964, apoiou a ditadura militar que se instalou no Brasil. Integrou o Conselho Federal de Cultura e o diretório nacional da ARENA, partido político de sustentação do regime. Dois anos depois, é indicada pelo então presidente Castelo Branco, que era também seu parente e conterrâneo, para compor a delegação do Brasil à 21.ª Sessão da Assembleia Geral da ONU, junto à Comissão dos Direitos Humanos. Em 1967, foi nomeada para o Conselho Federal de Cultura, Rachel participa do colegiado até 1985, com amigos e colegas como Guimarães Rosa e Ariano Suassuna.
Após a morte de Castelo Branco, desliga-se das fases posteriores do regime militar e da política em geral.

## Vida pessoal
Em 1932, casou-se com o bancário e poeta bissexto José Auto da Cruz Oliveira, conhecido como "Zé Auto", com quem teve sua única filha, Clotilde, nascida em Fortaleza, onde a família Queiroz mantinha o sítio Pici, em 2 de setembro de 1933.
Um mês depois do nascimento da filha, Zé Auto foi transferido para o Rio de Janeiro, onde passa a residir numa casa alugada que já teve por inquilino o poeta Manuel Bandeira, que a apelidava como "pouso de poetas modernistas". A propriedade ficava na então rua do Curvelo 51, hoje rua Dias de Barros 53, em Santa Teresa.
Por causa de mais uma transferência do bancário, em meados de 1934, depois de rápida passagem por São Paulo, a família muda-se para Maceió, onde a escritora passa a frequentar os cafés literários da capital alagoana na companhia de nomes como Graciliano Ramos, Jorge de Lima e José Lins do Rego, todos também já com livros publicados.
Em 1935, sua filha Clotilde, não resistindo a uma meningite aguda, vêm a falecer, causando a perda pessoal mais dolorosa da vida de Rachel de Queiroz, que confessa em entrevista a Hermes Rodrigues Nery, publicado no livro Presença de Rachel, em 2002: "Eu a amei apaixonadamente e nunca me recuperei do golpe que foi perdê-la, assim tão novinha".
Três meses depois da perda da filha, morre Flávio, o irmão predileto, aos 18 anos de idade, devido a uma septicemia, provocada por infecção de uma espinha no rosto. Os golpes severos abalaram seu casamento, e em 1939 Rachel e Zé Auto se separaram.
Em 1940, Rachel conhece e inicia um relacionamento de longa data com o médico goiano Oyama de Macedo, a quem conheceu através do primo e também escritor Pedro Nava. Em 1945, o casal passa a morar na Ilha do Governador, no Rio de Janeiro, local muito querido pela escritora. Devido às leis acerca do divórcio vigentes na época, Rachel e Oyama se casaram formalmente apenas em 1977, união que duraria até à morte do marido, em 1982.

## Morte
Rachel de Queiroz faleceu em 4 de novembro de 2003, vítima de problemas cardíacos, no seu apartamento no Rio de Janeiro, dias antes de completar 93 anos. Foi enterrada no cemitério São João Batista, sob a rede onde costumava dormir.

## Academia Brasileira de Letras
Concorreu contra o jurista Pontes de Miranda para a vaga de Cândido Mota Filho da cadeira 5 da Academia Brasileira de Letras. Venceu o pleito ocorrido em 4 de agosto de 1977 por 23 votos, contra 15 dados ao opositor e um em branco. Foi empossada em 4 de novembro de 1977. Recebida por Adonias Filho, foi a quinta ocupante da cadeira 5, que tem como patrono Bernardo Guimarães. Foi a primeira mulher a ingressar na ABL.

## Legado
Rachel de Queiroz é considera uma das escritoras brasileiras mais importantes e influentes do século XX, sendo bastante enaltecida pela critica literária:
Em análise à obra de Rachel de Queiroz no seu monumental livro História da Literatura Brasileira, a historiadora literária italiana Luciana Stegagno Picchio escreve: "Especialmente nas suas primeiras obras, Rachel de Queiroz constrói ainda tradicionalmente as suas histórias com personagens de ascendência naturalista. A própria língua não parece atingida por preocupações de experimentalismo: a não ser na compilação de canções do Nordeste e na inserção de diálogos caboclos (aqueles diálogos tão espontâneos que justificarão a experiência teatral) na trama narrativa. O que conta, de qualquer modo, nesses textos é a intenção: arte instrumental, a serviço de uma ideia regionalista, em que seca e coronelismo são as duas chagas, a da natureza-inimiga e a dos homens, de uma sociedade que só em si, na solidariedade consciente dos seus filhos, pode encontrar uma via de salvação.
Mario de Andrade elogiando seu estilo em critica ao romance As Três Marias (1939), observara: "Talvez não haja hoje no Brasil que escreva a língua nacional com a beleza límpida que lhe dá, (...), Rachel de Queiroz (...) Estou apenas exaltando a limpidez excepcional desta filha do luar cearense". Mais adiante acrescentaria o escritor: "A análise de Rachel de Queiroz é curta e incisiva à maneira de Machado de Assis".
Sobre a obra e o estilo da escritora cearense, escreve o escritor Lêdo Ivo: "Rachel (como é belo o seu nome bíblico!) transplantou para seus romances e crônicas a arte sábia e arcaica, atenta e meticulosa das bordadeiras do Ceará: uma arte que é um legado e uma memória, uma aplicação pessoal e um silêncio recompensado".
Para Antônio Carlos Vilaça: "O grande tema do destino humano e da obra literária de Rachel de Queiroz é a liberdade humana. Em O Quinze, é a luta do homem com a natureza exterior, física. É o drama da sujeição à seca. Em João Miguel, é o drama da prisão. Em Caminho de Pedras, é a sujeição ao partido. Em As Três Marias, é a sujeição ao internato. Sempre o drama da liberdade. Sempre o homem em face do destino. Assim, em O Galo de Ouro. E supremamente assim em Dôra, Doralina."
A escritora Nélida Piñon, descreveu-a como "(...) uma interlocutora que dispensava símbolos, evasivas, tergiversações (...) Aquela mulher de caráter simpático, mas indomável, era fascinante"

## Principais prêmios

Posse na Academia Brasileira de Letras, em 1977.

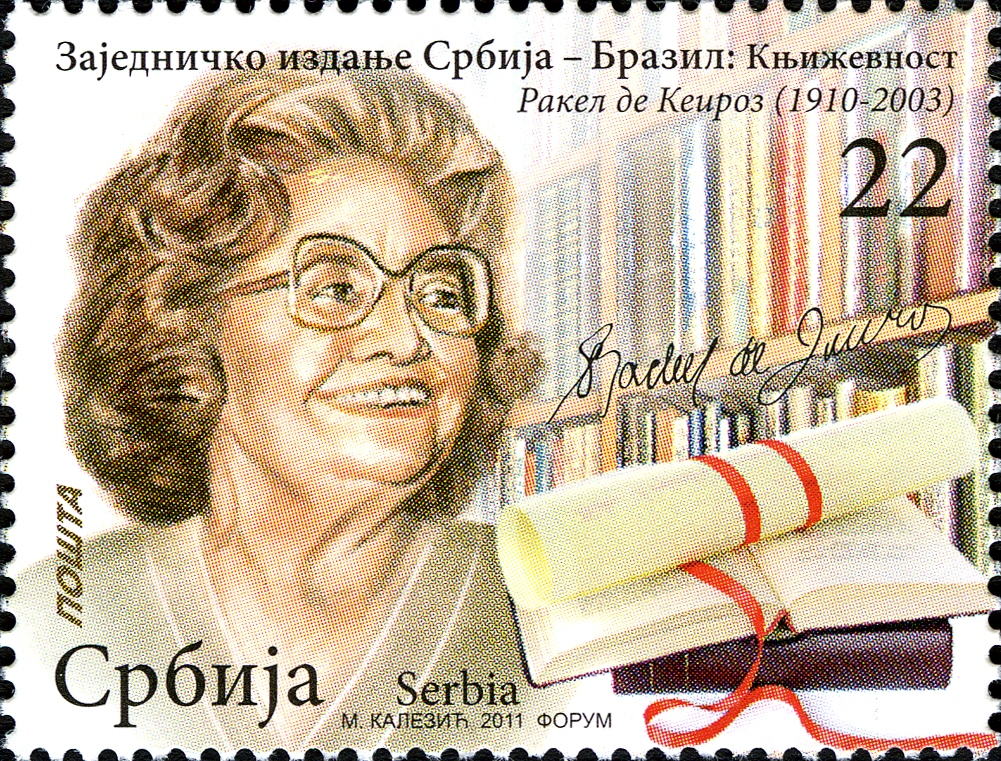
Homenageada em selo postal da Sérvia, em 2011.

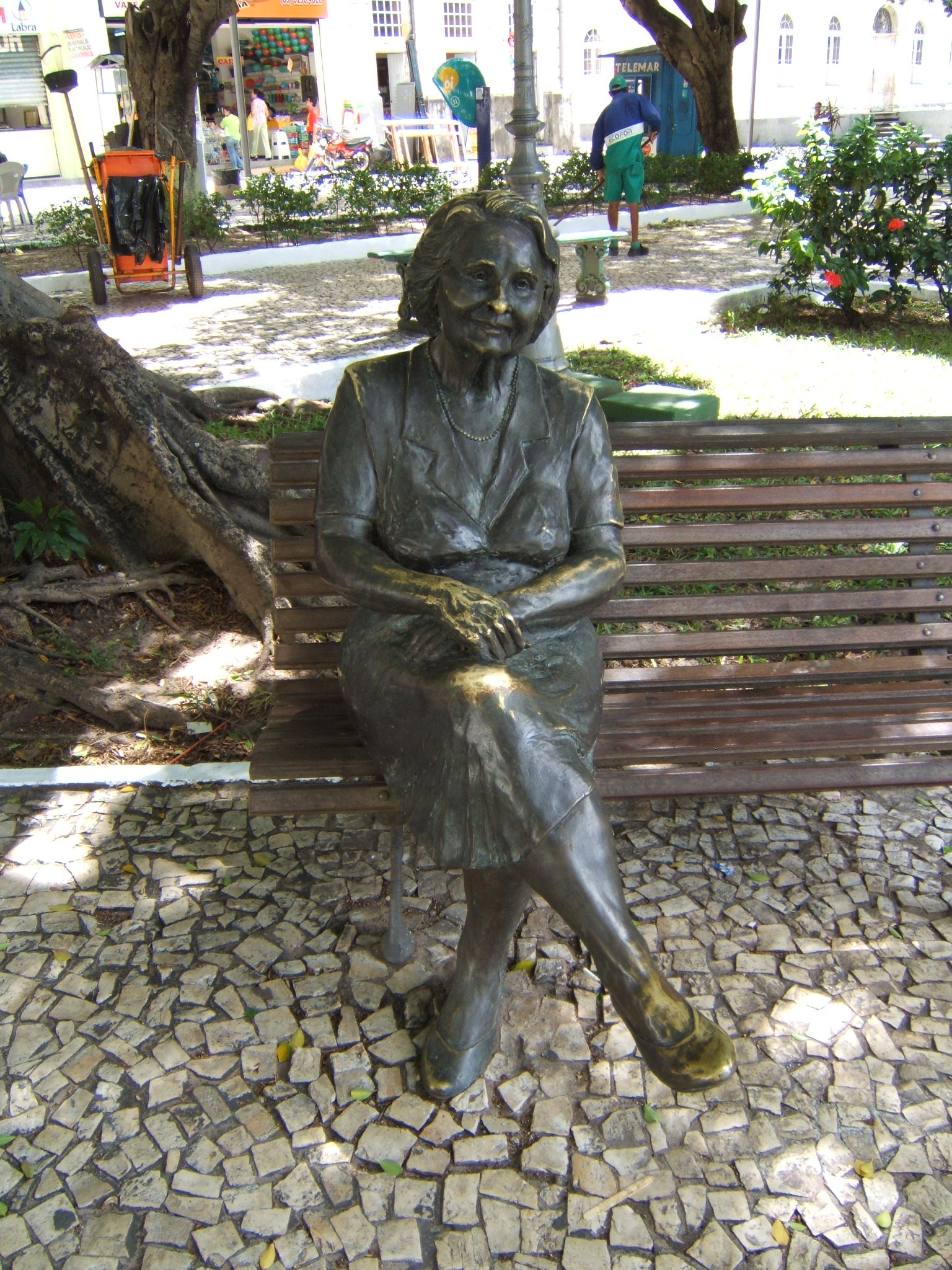
Estátua de Rachel de Queiroz na Praça dos Leões, em Fortaleza.

- Prêmio Fundação Graça Aranha para O Quinze, 1930;
- Prêmio Sociedade Felipe d' Oliveira para As Três Marias, 1939;
- Prêmio Saci, de O Estado de S. Paulo, para Lampião, 1954;
- Prêmio Machado de Assis, da Academia Brasileira de Letras, pelo conjunto de obra, 1957;
- Prêmio Teatro, do Instituto Nacional do Livro, e Prêmio Roberto Gomes, da Secretaria de Educação do Rio de Janeiro, para A Beata Maria do Egito, 1959;
- Prêmio Jabuti de Literatura Infantil, da Câmara Brasileira do Livro (São Paulo), para O Menino Mágico, 1969
- Prêmio Nacional de Literatura de Brasília para conjunto de obra em 1980;
- Título de Doutor Honoris Causa pela Universidade Federal do Ceará, em 1981;
- Medalha Marechal Mascarenhas de Morais, em solenidade realizada no Clube Militar, em 1983;
- Medalha Rio Branco, do Itamarati, 1985;
- Medalha do Mérito Militar no grau de Grande Comendador, 1986;
- Medalha da Inconfidência do Governo de Minas Gerais, 1989;
- Prêmio Camões, o maior da Língua Portuguesa, 1993,[29] sendo a primeira mulher a recebê-lo;
- Grande-Oficial da Ordem do Mérito Militar pelo presidente Itamar Franco, em 1993;[30]
- Título de Doutor Honoris Causa pela Universidade Estadual do Ceará - UECE, 1993;
- Título de Doutor Honoris Causa pela Universidade Estadual Vale do Acaraú, de Sobral, em 1995;
- Grande-Oficial da Ordem do Infante D. Henrique de Portugal, 25 de Março de 1996;[31]
- Prêmio Moinho Santista de Literatura, 1996, dentre outros inúmeros prêmios e títulos;
- Título Doutor Honoris Causa da Universidade Estadual do Rio de Janeiro, 2000;
- Medalha Boticário Ferreira, da Câmara Municipal de Fortaleza, 2001;
- Troféu Cidade de Camocim em 20 de Julho de 2001 - Academia Camocinense de Letras e Prefeitura Municipal de Camocim.

## Obras

### Romances
- O Quinze (1930)
- João Miguel (1932)
- Caminho de Pedras (1937)
- As Três Marias (1939)
- O Galo de Ouro (1950)
- Dôra Doralina (1975)
- Memorial de Maria Moura (1992)

### Crônicas
- A Donzela e a Moura Torta (1948)
- Cem Crônicas Escolhidas (1958)
- O Brasileiro Perplexo (1964)
- O Caçador de Tatu (1967)
- Um Alpendre, uma Rede, um Açude (Crônicas Escolhidas)
- O Homem e o Tempo (Crônicas Escolhidas)
- As Menininhas e outras Crônicas (1976)
- O Jogador de Sinuca e mais Historinhas (1980)
- As Terras Ásperas, O Livro de Contos (1993)

### Peças de teatro
- Lampião (1953)
- A Beata Maria do Egito (1958)
- Teatro (1995)

### Infanto-juvenil
- O Menino Mágico (1969)
- Cafute e Pena-de-Prata (1986)

### Outros
- Nosso Ceará, relato (1996) (em parceria com a irmã Maria Luiza de Queiroz Salek)
- Tantos Anos, autobiografia (1998) (com a irmã Maria Luiza de Queiroz Salek)
- Não me Deixes: Suas Histórias e sua Cozinha, memórias gastronômicas (2000) (com Maria Luiza de Queiroz Salek)

### Reunidas de ficção
- Três Romances (1948)
- Quatro Romances (1960)
- Seleta, seleção de Paulo Rónai; notas e estudos de Renato Cordeiro Gomes (1973)

No dia 4 de dezembro de 2003, um mês depois de sua morte, foi lançado na Academia Brasileira de Letras o livro Rachel de Queiroz, um perfil biográfico da escritora, fruto de uma longa pesquisa realizada pela jornalista Socorro Acioli, publicado pelas Edições Demócrito Rocha.
Sua biografia foi narrada no livro No Alpendre com Rachel, de autoria de José Luís Lira, lançado na Academia Brasileira de Letras em 10 de julho de 2003, poucos meses antes do falecimento da escritora.

## Obras traduzidas no exterior
| Obra                    | Idioma   | Título                          | Tradutor(a)               | Dados de publicação                                                   |
| ----------------------- | -------- | ------------------------------- | ------------------------- | --------------------------------------------------------------------- |
| O Quinze                | Alemão   | Das Jahr 15: Roman              | Ingrid Schwamborn         | Frankfurt am Main: Suhrkamp, 1978. Frankfurt am Main: Suhrkamp, 1994. |
| O Quinze                | Francês  | L'année de la grande secheresse | Jane Lessa e Didier Voïta | Paris: Stock, 1980.                                                   |
| O Quinze                | Francês  | La terre de grande soif         | Paula Anacaona            | [S.I.]: Anacaona, 2014.                                               |
| O Quinze                | Espanhol | Tierra de silencio              | Basilio Losada Castro     | Barcelona: Alba Editorial, 1995.                                      |
| Memorial de Maria Moura | Francês  | Maria Moura                     | Cécile Tricoire           | Paris: Métaillé, 1995.                                                |
| Memorial de Maria Moura | Alemão   | Maria Moura: Roman              | Ulrich Kunzmann           | München: Schneekluth, 1998. Bergisch Gladbach: Bastei Lübbe, 2001.    |
| Memorial de Maria Moura | Italiano | Memoriale di Maria Moura        | Sandra Biondo             | Roma: Cavallo di Ferro, 2006.                                         |
| As Três Marias          | Inglês   | The three Marias                | Fred Pittman Ellison      | Austin: University of Texas Press, 1963.                              |
| As Três Marias          | Alemão   | Die drei Marias                 | Ingrid Führer             | München: Deutscher Taschenbuch Verlag, 1994.                          |
| João Miguel             | Francês  | Jean Miguel                     | Mario Carelli             | Paris: Stock, 1984.                                                   |
| João Miguel             | Francês  | João Miguel                     | Paula Anacaona            | Paris: Anacaona Éditions, 2015.                                       |

## Traduções

### Romances
- A família Brodie (1940) – A. J. Cronin
- Eu soube amar (1940) – Edith Wharton
- Mansfield Park (1942) – Jane Austen
- Destino da carne (1942) – Samuel Butler
- Náufragos (1942) – Erich Maria Remarque
- Tempestade d’alma (1943) – Phyllis Bottone
- O roteiro das gaivotas (1943) – Daphne Du Maurier
- A crônica dos Forsyte (1947) 3 v. – John Galsworthy
- Helena Wilfuer (1944) – Vicki Baum
- Humilhados e ofendidos (1944) – Fiódor Dostoiévski
- Fúria no céu (1944) – James Hilton
- A intrusa (1945) – Henry Ballamann
- Recordações da casa dos mortos (1945) – Fiódor Dostoiévski
- Stella Dallas (1945) – Olive Prouty
- A Promessa (1946) – Pearl Buck
- Cranford (1946) – Elisabeth Gaskell
- O Morro dos Ventos Uivantes (1947) – Emily Brontë
- Anos de ternura (1947) – A. J. Cronin
- O quarto misterioso e Congresso de bonecas (1947) – Mário Donal
- Aventuras de Carlota (1947) – M. D’Agon de La Contrie
- A casa dos cravos brancos (1947) – Y. Loisel
- Os Robinsons da montanha (1948) – André Bruyère
- A Mulher de Trinta Anos (1948) – Honoré de Balzac
- Aventuras da maleta negra (1948) – A. J. Cronin
- Os dois amores de Grey Manning (1948) – Forrest Rosaire
- A conquista da torre misteriosa (1948) – Germaine Verdat
- A afilhada do imperador (1950) – Jean Rosmer
- A deusa da tribo (1950) – Suzanne Sailly
- A predileta (1950) – Raphaelle Willems
- Os Demônios (1951) – Fiódor Dostoiévski
- Os Irmãos Karamazov (1952) 3 v. – Fiódor Dostoiévski
- Os carolinos: crônica de Carlos XII (1963) – Verner Von Heidenstam
- O deserto do amor (1966) – François Mauriac
- Idade da fé (1970) – Anne Fremantle
- A mulher diabólica (1971) – Agatha Christie
- O romance da múmia (1972) – Théophile Gautier
- O lobo do mar (1972) – Jack London
- Miguel Strogoff (1972) – Júlio Verne

### Biografias e memórias
- Eduardo VI e o seu tempo (1935) – André Maurois
- A exilada: retrato de uma mãe americana (1943) – Pearl Buck
- Minha vida - caps. 1 a 7 (1965) – Charles Chaplin
- Memórias de Alexandre Dumas, pai (1947) – Alexandre Dumas
- Vida de Santa Teresa de Jesus (1946) – Santa Teresa de Jesus
- Mulher imortal (biografia de Jessie Benton Fremont (1947) – Irwin Stone
- Memórias (1944) – Leon Tolstói
- Os deuses riem (1952) – A. J. Cronin (teatro)